# Historia de la vida del Buscón, llamado Don Pablos
Historia de la vida del Buscón, llamado Don Pablos, o simplement El Buscón, és una novel·la picaresca escrita el 1626 per Francisco de Quevedo. El seu protagonista busca pujar d'esglaó social servint diversos amos, però no ho aconsegueix pels prejudicis socials i per la manca d'ètica imperant. La novel·la retrata alguns grups predilectes de Quevedo, com els clergues o els estudiants, buscant un efecte humorístic. Aquesta paròdia està reforçada pels jocs de paraules, típics del conceptisme barroc i per la presència d'argot i acudits populars.

## Argument
Pablos és un nen fill de lladre i bruixa que entra a servir un mestre avar que el fa passar gana des de ben petit. Comença anant a escola, on pateix les burles dels companys, fins que ha de tornar a casa seva, esdeveniment que posa fi al primer llibre de la novel·la. De camí coneix diversos personatges estrafolaris i s'adona que la corrupció està present a tots els estaments socials. Pot recollir l'herència, ja que el seu pare ha estat ajusticiat i la seva mare està a la presó. Malgrat l'oferiment d'un oncle de fer-se botxí, Pablo abandona el poble i aquest nou canvi és el final del segon llibre. Llavors decideix associar-se a una banda de delinqüents, amb els que pot viure bé fins que són detinguts. Suborna el carceller per escapar i amb el botí que encara conserva, es fa passar per un noble ric. Les aparences li permeten apropar-se a una dama a qui demana la mà, però és descobert i de nou ha de fugir, vivint diverses aventures en el procés. Aleshores es trasllada al sud amb la intenció d'embarcar cap Amèrica i intentar fer una nova vida. El llibre tercer acaba amb la constatació que el canvi de fortuna és impossible.